# Väänikvere
Väänikvere est un village de la commune de Laeva du comté de Viru-Est en Estonie.
Au 31 décembre 2011, il compte 44 habitants.